# Речевой напор
Речево́й напо́р (англ. pressured speech) — психопатологический симптом, характеризующийся патологическим усилением речевой активности. Речь такого человека сложно или практически невозможно прервать; он продолжает говорить даже тогда, когда никто не слушает. Она эмпатична и громка. Речевое возбуждение при этом не обязательно сопровождается возбуждением мыслительной деятельности или двигательным возбуждением.
Часто подобная речь утрачивает коммуникативное значение и лишается смыслового содержания. При сильной выраженности может приобретать характер вербигерации.
Речевой напор нередко входит в структуру речевой разорванности.
Встречается при маниакальных эпизодах биполярного аффективного расстройства:128, при смешанной депрессии.